# (6385) Martindavid
(6385) Martindavid es un asteroide perteneciente al cinturón de asteroides, región del sistema solar que se encuentra entre las órbitas de Marte y Júpiter.
Fue descubierto el 5 de marzo de 1989 por Antonín Mrkos desde el Observatorio Kleť.

## Designación y nombre
Designado provisionalmente como 1989 EC2, fue Nombrado en memoria de Martin Alois David (1757-1836), el cuarto director del observatorio Klementinum en Praga, organizó extensas mediciones de longitud y latitud en Bohemia. El nombre fue sugerido por J. Ticha y M. Šolc.

## Características orbitales
(6385) Martindavid está situado a una distancia media del Sol de 3,151 ua, pudiendo alejarse hasta 3,523 ua y acercarse hasta 2,779 ua. Su excentricidad es 0,118 y la inclinación orbital 5,666 grados. Emplea 2042,95 días en completar una órbita alrededor del Sol.
Pertenece a la familia de asteroides de (10) Hygiea.
Los próximos acercamientos a la órbita de júpiter ocurrirán el 2 de septiembre de 2049, el 5 de marzo de 2060 y el 18 de septiembre de 2070.

## Características físicas
La magnitud absoluta de (6385) Martindavid es 12,70. Tiene 13,471 km de diámetro y su albedo se estima en 0,089.